# Cryptocephalus ozbeki
Cryptocephalus ozbeki là một loài bọ cánh cứng trong họ Chrysomelidae. Loài này được Aslan & Warchalowski miêu tả khoa học năm 1998.